# Sindaci di Forlì
Di seguito l'elenco cronologico dei sindaci di Forlì e delle altre figure apicali equivalenti che si sono succedute nel corso della storia.

## Regno d'Italia (1860-1946)
| Sindaci nominati dal governo (1859-1889)                   | Sindaci nominati dal governo (1859-1889) | Sindaci nominati dal governo (1859-1889) | Sindaci nominati dal governo (1859-1889) | Sindaci nominati dal governo (1859-1889) | Sindaci nominati dal governo (1859-1889) | Sindaci nominati dal governo (1859-1889) |
| Nominativo                                                 | Partito                                  | Partito                                  | Mandato                                  | Mandato                                  |                                          |                                          |
| Nominativo                                                 | Partito                                  | Partito                                  | Inizio                                   | Fine                                     |                                          |                                          |
| ---------------------------------------------------------- | ---------------------------------------- | ---------------------------------------- | ---------------------------------------- | ---------------------------------------- | ---------------------------------------- | ---------------------------------------- |
| Giovanni Romagnoli                                         |                                          | Indipendente                             | 1860                                     | 1861                                     |                                          |                                          |
| Pellegrino Canestri Trotti                                 |                                          | Destra storica                           | 1861                                     | 1866                                     |                                          |                                          |
| Augusto Matteucci                                          |                                          | Destra storica                           | 1866                                     | 1868                                     |                                          |                                          |
| Alessandro Mazzoni                                         |                                          | Sinistra storica                         | 1868                                     | 1878                                     |                                          |                                          |
| Augusto Matteucci                                          |                                          | Destra storica                           | 1878                                     | 1883                                     |                                          |                                          |
| Gaetano Ghinassi                                           |                                          | Sinistra storica                         | 1883                                     | 1889                                     |                                          |                                          |
| Sindaci eletti dal Consiglio comunale (1889-1926)          |                                          |                                          |                                          |                                          |                                          |                                          |
| Nominativo                                                 | Partito                                  | Partito                                  | Mandato                                  | Mandato                                  |                                          |                                          |
| Nominativo                                                 | Partito                                  | Partito                                  | Inizio                                   | Fine                                     |                                          |                                          |
| Ercole Adriano Ceccarelli                                  |                                          | Partito Repubblicano Italiano            | 1889                                     | 1894                                     |                                          |                                          |
| Domenico Manzoni                                           |                                          | Sinistra storica                         | 1894                                     | 1898                                     |                                          |                                          |
| Curzio Casati                                              |                                          | Sinistra storica                         | 1898                                     | 1901                                     |                                          |                                          |
| Giuseppe Bellini                                           |                                          | Partito Repubblicano Italiano            | 1901                                     | 1910                                     |                                          |                                          |
| Giuseppe Gaudenzi                                          |                                          | Partito Repubblicano Italiano            | 1910                                     | 1915                                     |                                          |                                          |
| Giuseppe Bellini                                           |                                          | Partito Repubblicano Italiano            | 1915                                     | 1919                                     |                                          |                                          |
| Giuseppe Gaudenzi                                          |                                          | Partito Repubblicano Italiano            | 1919                                     | 1923                                     |                                          |                                          |
| Corrado Panciatichi                                        |                                          | Partito Nazionale Fascista               | 1923                                     | 1926                                     |                                          |                                          |
| Podestà nominati dal governo (1926-1945)                   |                                          |                                          |                                          |                                          |                                          |                                          |
| Nominativo                                                 | Partito                                  | Partito                                  | Mandato                                  | Mandato                                  |                                          |                                          |
| Nominativo                                                 | Partito                                  | Partito                                  | Inizio                                   | Fine                                     |                                          |                                          |
| Ercole Gaddi Pepoli                                        |                                          | Partito Nazionale Fascista               | 1926                                     | 1930                                     |                                          |                                          |
| Mario Fabbri                                               |                                          | Partito Nazionale Fascista               | 1930                                     | 1936                                     |                                          |                                          |
| Fante Luigi Panciatichi                                    |                                          | Partito Nazionale Fascista               | 1936                                     | 1940                                     |                                          |                                          |
| Franco Melli                                               |                                          | Partito Nazionale Fascista               | 1940                                     | 1942                                     |                                          |                                          |
| Renato Rossi                                               |                                          | Partito Nazionale Fascista               | 1942                                     | 1943                                     |                                          |                                          |
| Attiliano Tancini (commissario straordinario)              |                                          | Partito Fascista Repubblicano            | 1943                                     | 1945                                     |                                          |                                          |
| Sindaci del periodo costituzionale transitorio (1945-1946) |                                          |                                          |                                          |                                          |                                          |                                          |
| Nominativo                                                 | Partito                                  | Partito                                  | Mandato                                  | Mandato                                  |                                          |                                          |
| Nominativo                                                 | Partito                                  | Partito                                  | Inizio                                   | Fine                                     |                                          |                                          |
| Franco Agosto                                              |                                          | Partito Comunista Italiano               | 1945                                     | 1946                                     |                                          |                                          |

## Repubblica Italiana (dal 1946)
| Sindaci eletti dal Consiglio comunale (1946-1995)    | Sindaci eletti dal Consiglio comunale (1946-1995) | Sindaci eletti dal Consiglio comunale (1946-1995) | Sindaci eletti dal Consiglio comunale (1946-1995)              | Sindaci eletti dal Consiglio comunale (1946-1995)                 | Sindaci eletti dal Consiglio comunale (1946-1995) | Sindaci eletti dal Consiglio comunale (1946-1995) | Sindaci eletti dal Consiglio comunale (1946-1995) | Sindaci eletti dal Consiglio comunale (1946-1995) |
| Nominativo                                           | Nominativo                                        | Partito                                           | Partito                                                        | Partito                                                           | Partito                                           | Mandato                                           | Mandato                                           | Elezione                                          |
| Nominativo                                           | Nominativo                                        | Partito                                           | Partito                                                        | Partito                                                           | Partito                                           | Inizio                                            | Fine                                              | Elezione                                          |
| ---------------------------------------------------- | ------------------------------------------------- | ------------------------------------------------- | -------------------------------------------------------------- | ----------------------------------------------------------------- | ------------------------------------------------- | ------------------------------------------------- | ------------------------------------------------- | ------------------------------------------------- |
|                                                      | Franco Agosto                                     |                                                   | Partito Comunista Italiano                                     |                                                                   | PCI-PSI                                           | 1946                                              | 1951                                              | Elezione 1946                                     |
|                                                      | Francesco Simoncini                               |                                                   | Partito Repubblicano Italiano                                  |                                                                   | PRI-DC                                            | 1951                                              | 1952                                              | Elezione 1951                                     |
|                                                      | Mario Colletto                                    |                                                   | Partito Repubblicano Italiano                                  | 1952                                                              | PRI-DC                                            | 1956                                              |                                                   | Elezione 1951                                     |
|                                                      | Icilio Missiroli                                  |                                                   | Partito Repubblicano Italiano                                  |                                                                   | PRI-DC                                            | 1956                                              | 1960                                              | Elezione 1956                                     |
|                                                      | Icilio Missiroli                                  | PRI-DC                                            | Partito Repubblicano Italiano                                  | 1960                                                              | 1964                                              | Elezione 1960                                     |                                                   |                                                   |
|                                                      | Icilio Missiroli                                  | PRI                                               | Partito Repubblicano Italiano                                  | 1964                                                              | 3 novembre 1965                                   | Elezione 1964                                     |                                                   |                                                   |
|                                                      | Carlo De Nardo (Commissario prefettizio)          | –                                                 | –                                                              | –                                                                 | –                                                 | 7 gennaio 1966                                    | 28 ottobre 1966                                   | –                                                 |
|                                                      | Emanuele Loperfido (Commissario prefettizio)      | –                                                 | –                                                              | –                                                                 | –                                                 | 28 ottobre 1966                                   | 28 luglio 1970                                    | –                                                 |
|                                                      | Angelo Satanassi                                  |                                                   | Partito Comunista Italiano                                     |                                                                   | PCI-PSI                                           | 28 luglio 1970                                    | 1975                                              | Elezione 1970                                     |
|                                                      | Angelo Satanassi                                  | PCI-PSI                                           | Partito Comunista Italiano                                     | 1975                                                              | 1979                                              | Elezione 1975                                     |                                                   |                                                   |
|                                                      | Giorgio Zanniboni                                 | PCI-PSI                                           |                                                                | Partito Comunista Italiano                                        | 1979                                              | Elezione 1975                                     | 1980                                              |                                                   |
|                                                      | Giorgio Zanniboni                                 | PCI-PSI                                           | 1980                                                           | Partito Comunista Italiano                                        | 1985                                              | Elezione 1980                                     |                                                   |                                                   |
|                                                      | Giorgio Zanniboni                                 | PCI-PSI                                           | 1985                                                           | Partito Comunista Italiano                                        | 1989                                              | Elezione 1985                                     |                                                   |                                                   |
|                                                      | Sauro Sedioli                                     | PCI-PSI                                           |                                                                | Partito Comunista Italiano poi Partito Democratico della Sinistra | 1989                                              | Elezione 1985                                     | 1990                                              |                                                   |
|                                                      | Sauro Sedioli                                     | PCI-PSI                                           | 1990                                                           | Partito Comunista Italiano poi Partito Democratico della Sinistra | 1993                                              | Elezione 1990                                     |                                                   |                                                   |
|                                                      | Sauro Sedioli                                     | PDS-PPI-PRI                                       | 1993                                                           | Partito Comunista Italiano poi Partito Democratico della Sinistra | 23 aprile 1995                                    | Elezione 1990                                     |                                                   |                                                   |
| Sindaci eletti direttamente dai cittadini (dal 1995) |                                                   |                                                   |                                                                |                                                                   |                                                   |                                                   |                                                   |                                                   |
| Nominativo                                           | Nominativo                                        | Partito                                           | Partito                                                        | Coalizione                                                        | Coalizione                                        | Mandato                                           | Mandato                                           | Elezione                                          |
| Nominativo                                           | Nominativo                                        | Partito                                           | Partito                                                        | Coalizione                                                        | Coalizione                                        | Inizio                                            | Fine                                              | Elezione                                          |
|                                                      | Franco Rusticali                                  |                                                   | Partito Democratico della Sinistra poi Democratici di Sinistra |                                                                   | PDS-PPI-PdD-PRI                                   | 25 aprile 1995                                    | 13 giugno 1999                                    | Elezione 1995                                     |
|                                                      | Franco Rusticali                                  | DS-PPI-Dem-PRI-PdCI                               | Partito Democratico della Sinistra poi Democratici di Sinistra | 13 giugno 1999                                                    | 14 giugno 2004                                    | Elezione 1999                                     |                                                   |                                                   |
|                                                      | Nadia Masini                                      |                                                   | Democratici di Sinistra                                        |                                                                   | DS-DL-PRI-PRC-FdV                                 | 14 giugno 2004                                    | 23 giugno 2009                                    | Elezione 2004                                     |
|                                                      | Roberto Balzani                                   |                                                   | Partito Democratico                                            |                                                                   | PD-IdV-SEL                                        | 23 giugno 2009                                    | 27 maggio 2014                                    | Elezione 2009                                     |
|                                                      | Davide Drei                                       |                                                   | Partito Democratico                                            |                                                                   | PD-SEL                                            | 27 maggio 2014                                    | 11 giugno 2019                                    | Elezione 2014                                     |
|                                                      | Gian Luca Zattini                                 |                                                   | Indipendente                                                   |                                                                   | LN-FI-FdI-L. civiche                              | 11 giugno 2019                                    | 12 giugno 2024                                    | Elezione 2019                                     |
|                                                      | Gian Luca Zattini                                 | FdI-IV-LSP-FI-L. civiche                          | Indipendente                                                   | 12 giugno 2024                                                    | in carica                                         | Elezione 2024                                     |                                                   |                                                   |